# Кимамбо, Изария
Изария Нделахийоза Кимамбо (Isaria Ndelahiyosa Kimambo; 1931 — 2 ноября 2018) — танзанийский историк.

## Биография
Родился в Танганьике в христианской семье, отправившей его в церковную школу. Окончив педагогический колледж в Марангу, он продолжил учёбу в США, в Тихоокеанском лютеранском университете и Северо-Западном университете. На третьем году своей докторской программы в последнем, в 1965 году, начал преподавать на получившей независимость родине — в Университете (первоначально университетском колледже) Дар-эс-Салама.
В 1967 году он защитил и в 1969 году опубликовал свою диссертацию «Политическая история народа паре в Танзании, ок. 1500—1900». Тогда же возглавил исторический факультет, а после реорганизации и Университет Дар-эс-Салама в 1970 году. На протяжении 12 лет был его проректором по научной работе (chief academic officer), принеся своему вузу репутацию «академической Мекки Африки», куда стекались специалисты со всего континента.
Тематика работ Кимамбо широка, хотя большинство из них посвящены доколониальной истории населяющих Танзанию народов, пытаясь преодолеть доминирующий взгляд на африканскую историю как летопись завоевателей.
Был соредактором ряда комплексных работ, таких как «История Танзании» (1969, с Арнольдом Дж. Тему), «Историческое исследование африканской религии» (1972, с Теренсом Ренджером), «Хранители земли: Экология и культура в истории Танзании» (1996, с Грегори Мэддоксом и Джеймсом Гиблином).
Его прощальная лекция перед выходом на пенсию в 1992 была посвящена «трём десяткам производства исторического знания в Дар-эс-Саламе». Он был приглашён в Международный комитет ЮНЕСКО по составлению всеобщей истории Африки с 1971 по 2000 год, участвуя в редакции 8 томов.